# Shinty
Lo shinty (noto anche come camanachd, o iomain) è un antico sport celtico originario della Scozia, dove è ancora uno degli sport più amati. Viene giocato con bastoni ed una palla. Lo shinty esiste in tutto il mondo in diverse varianti, che prendono nomi diversi. La versione canadese, giocata dagli scozzesi immigrati in Nord America, prende il nome di shinney.
Lo shinty viene praticato quasi esclusivamente nelle Highlands scozzesi, ma in passato era molto diffuso. Nasce dallo stesso ramo che in Irlanda ha dato origine all'hurling ed in Svezia al bandy.
Lo Shinty è dunque un progenitore dell'hockey: gli immigrati scozzesi praticavano questo gioco in Nuova Scozia.
Nelle Lowlands è noto come common/cammon, caman, cammock (dal gaelico scozzese camag), knotty e molti altri nomi.

## Il gioco
Scopo del gioco è infilare una piccola palla in una porta (o hail) che si trova al termine di un campo lungo 128–155 m (140–170 iarde). La palla viene giocata col caman, un bastone lungo circa un metro.
Una squadra è composta da dodici giocatori – un portiere, due difensori e nove attaccanti. La partita è divisa in due tempi da 45 minuti ciascuno. Ad eccezione del portiere, nessun giocatore può giocare la palla con la mano.

## Storia
Lo sport è praticato in Scozia fin dalla preistoria. Ha molta somiglianze con l'hurling, sport che in Scozia fu praticato fino al XIV secolo.
Lo sport è regolato dalla Camanachd Association (Commun na Camanachd).

## Coppe e campionati
I club si scontrano in diverse competizioni, perlopiù con la formula della coppa, ma anche in un campionato su base nazionale o Nord/Sud. Se le due leghe principali sono giocate su base nazionale, la competizione più importante resta la Scottish Cup o Camanachd Association Challenge Cup, in breve Camanachd Cup (nata nel 1896), che negli ultimi vent'anni è stata dominata dal Kingussie. Altro club importante nella storia dello shinty è lo Newtonmore. Curiosamente, le due formazioni si incontrarono in finale per la prima volta soltanto nel 1984. Nel 2004 avvenne - cosa rara - che la finale non vedesse protagonista nessuna delle due blasonate (vinse l'Invernary contro il Fort William). L'evento si ripeté nel 2005: in finale si ha avuto il derby fra Fort William e il Kilmallie, vinta dai primi per 3 a 2.
Shinty femminile
Lo shinty femminile è quasi identico al gioco maschile, con  regole ed attrezzature simili. È amministrato dalla "Women's Camanachd Association".

## Sport universitario
Originariamente gioco delle Highlands, furono tuttavia in seguito fondati club ad Aberdeen, Edimburgo, Glasgow, Perth e persino a Londra. Lo shinty è giocato anche nelle università e pressoché tutti gli atenei scozzesi hanno una squadra. Storicamente le università di Glasgow, Edimburgo e Aberdeen dominavano la scena dello sport a livello universitario. Negli ultimi anni si sono invece affermate le università di Dundee e la Robert Gordon University nella conquista del Littlejohn Vase.

## Fuori dalla Scozia
Nel ricordo delle radici comuni di shinty e hurling, si tiene annualmente una competizione tra compagini scelte di Scozia ed Irlanda. Negli ultimi anni si è affermata perlopiù l'Irlanda. Questa formula a regole miste è stata inoltre occasionalmente replicata su scala locale anche da club di hurling e di shinty presenti fuori dalla Scozia e dall'Irlanda.
Lo shinty è praticato anche in Nordamerica. Il Northern California Camanachd Club (NCCC) è il club più importante dell'America. Il primo incontro internazionale di shinty si è tenuto il 4 settembre 2005 fra una squadra statunitense ed una scozzese, su suolo scozzese. L'evento è stato ospitato dai Blairgowrie Highland Games, dove l'NCCC giocò contro il Tayforth Shinty Club. Questi ultimi si sono aggiudicati l'incontro. Questo match è stato seguito dalla partecipazione della squadra statunitense al torneo annuale Edinburgh East Lothian Six a Side Shinty Tournament, in cui si è classificata terza.